# Claude-Carloman de Rulhière
Claude-Carloman de Rulhière (Bondy, 12 de junho de 1735 — Bondy, 30 de janeiro de 1791) foi um poeta e historiador francês.

## Biografia
Ele nasceu em Bondy, Seine-Saint-Denis. Tornou-se ajudante de ordens do marechal Richelieu, a quem seguiu durante a campanha de Hanôver de 1757 até seu governo em Bordeaux em 1758; e aos vinte e cinco anos foi enviado a São Petersburgo como secretário de legação. Aqui ele testemunhou o golpe de estado que colocou Catarina II da Rússia no trono e, assim, obteve os fatos observados em Anedotas sobre a revolução da Rússia em 1762. Catarina fez repetidos esforços para garantir a destruição do manuscrito, que permaneceu inédito até depois da morte da imperatriz.
Rulhière tornou-se secretário do conde de Provence (depois Luís XVIII) em 1773, e foi admitido na Académie Française em 1787. Os últimos anos de sua vida foram passados principalmente em Paris, onde ocupou um cargo no Ministério das Relações Exteriores e se dedicou muito à sociedade; mas ele visitou a Alemanha e a Polônia em 1776. Sua inacabada Histoire de l'anarchie de Pologne (4 vols., 1807) foi publicada postumamente sob a direção de PCF Daunou. O único trabalho histórico importante que ele publicou durante sua vida foi seu Eclaircissements historiques sur les causes de la révocation de l'édit de Nantes ... (2 vols., 1788), realizado em vista da restauração dos protestantes de seus direitos civis. Rulhière morreu em Bondy.
Seu breve esboço do golpe de estado russo de 1762 é justamente classificado entre as obras-primas do tipo em francês. Da Polônia maior, Thomas Carlyle, com a mesma razão, reclama que sua permissão de fato é muito pequena em proporção ao seu volume. O autor também era um escritor fértil de vers de société ("versos [educados] da sociedade"), sátiras curtas, epigramas, etc., e tinha uma reputação considerável entre o grupo espirituoso e mal-humorado que também continha Nicolas Chamfort, Antoine de Rivarol, Louis René de Champcenetz, etc. Por outro lado, ele tem o crédito de cuidar de Jean-Jacques Rousseau em sua velhice taciturna, até que Rousseau, como de costume, brigou com ele.
As obras de Rulhière foram editadas, com um aviso de Pierre-René Auguis, em 1819 (Paris, 6 vols. in-8). A Revolução Russa pode ser encontrada nos Chefs-d'œuvre historiques da Collection Didot, e a Polônia, com título alterado para Révolutions de Pologne, na mesma coleção. Veja também um aviso de Eugène Asse prefixado a uma edição (1890) de Rulhière's Anedotas sur le Maréchal de Richelieu; Sainte-Beuve, Causeries du lundi (vol. iv.).

## Publicações
- Le Petit tableau de Paris, 1783.
- Éclaircissements historiques sur les causes de la révocation de l’édit de Nantes et sur l’état des protestants en France, depuis le commencement du règne de Louis XIV jusqu’à nos jours : tirés des différentes archives du gouvernement, Genève, F. Dufart, 1788, 384 p., 2 parties en 1 vol. ; in-12
- Le Comte de Vergenne, première cause des États-généraux, Paris, 1789, 86 p.
- Œuvres posthumes, 1792. Quadro esboçado da fermentação que agita atualmente o Império Otomano, a Rússia e a Polônia. Comércio da Rússia. Maré do mar germânico. Moscou. Palácio imperial de Moscou. A corte da Rússia. Carta I. [-II. São Petersburgo, novembro de 1776.] Exame de um problema que chegou de Haia, em 5 de setembro de 1735. Anedotas sobre o Sr. de Richelieu.
- Histoire, ou Anecdotes sur la révolution de Russie en 1762, 1797.
- Histoire de l'anarchie de Pologne et du démembrement de cette République, suivie des Anecdotes sur la révolution de Russie en 1762, 4 vol., 1807.
- Les Jeux de mains, poème inédit en trois chants, par C.-C. de Rulhière, suivi de son Discours sur les disputes et de plusieurs pièces du même auteur, également inédites, 1808.
- Voyage du duc de Richelieu de Bordeaux à Bayonne 1759, Bordeaux, G. Gounouilhou, 1882, 186 p.
- Œuvres, 2 vol., 1819. Esclarecimentos sobre as causas da revogação do Édito de Nantes. Discurso à Academia Francesa. Anedotas sobre o Sr. de Richelieu. O Conde de Vergennes. Da ação da opinião sobre os governos. Carta ao editor do Mercure sobre o suplemento à maneira de escrever a história, por Gudin La Brenellerie. Poema e discurso em verso. Publicado por P.-R. Auguis.
- Œuvres posthumes, 4 vol., 1819. História da Anarquia da Polônia, anedotas sobre a Revolução Russa no ano de 1762, precedidas por uma nota histórica sobre a vida e os escritos de Rulhière, pelo editor P.-R. Auguis, e um extrato da discussão que surgiu no seio do Instituto da França, sobre o tema da História da Anarquia da Polônia.